# Carles Narcís Bech i Abadías
Carles Narcís Bech i Abadías   (la Bisbal d'Empordà, 1914 - Barcelona, 20 de juliol de 1999), més conegut com a Carlos Bech, va ser un autor teatral, guionista i dibuixant de còmic català en castellà.

## Biografia i obra
Bech va iniciar la seva carrera professional el 1939 al setmanari humorístic La Ametralladora, considerat com l'atecedent directe de La Cordoniz. Ja acabada la Guerra Civil, va treballar de manera simultània a La Maquinista Terrestre y Marítima, S.A. com a redactor en cap de la revista editada per aquesta entitat, amb la seva labor com a dibuixant i guionista, faceta a la qual va acabar consagrant-se.
En els anys 50 va crear per TBO un parell de personatges efímers (Don Salvio y Don Nicasio, 1952), però va preferir decantar-se per escriure guions, el que va fer per aquesta publicació durant diverses dècades, incloent els d'alguns dels seus personatges més populars com Melitón Pérez i Eustaquio Morcillón (il·lustrats per Benejam), Josechu el vasco (per Muntañola), Altamiro de la Cueva (per Bernet Toledano), Joaquinete y su chupete (Ayné), Casimiro Noteví (Sabatés) i especialment La família Ulisses (Benejam), que va començar a escriure a partir de 1963 després de la mort de Joaquim Buïgas. A més va escriure innumerables historietes sense un protagonista fix.
Durant els anys cinquanta també va ser també un col·laborador prolífic de La Risa de l'Editorial Marco, exercint de guionista per a autors com Raf, Ayné, Juan Martínez Osete i fins i tot un principiant Ibáñez (amb historietes com Haciendo el indio i les seccions Los grandes descubrimientos, Los grandes reportajes i Curiosidades y rarezas de todo el mundo).
Bech va ser un dels autors claus del TBO. Tal com explicava el dibuixant Alfons López, ex-col·laborador del TBO al principi dels anys 70, "quan Buïgas es mor, l'any 63, el redactor en cap Carles Bech manté la publicació, i aconsegueix que els anys seixanta continuï sent un producte fresc, tot i que ja no és el mateix. Als cinquanta, el TBO conté històries de com la petita classe mitjana, ascendent, va pujant i escalant. Hi ha moments que la crítica és sagnant".
Va cultivar un estil gentil i familiar en plena harmonia amb el tipus d'humor habitual de TBO, i va ser també autor d'obres de teatre i d'emissions radiofòniques.
El 1974 va ser guardonat amb el Premi Nacional de Literatura i Guions Juvenils que atorgava el Ministeri d'Informació i Turisme.